# Grozon
Grozon ist eine französische Gemeinde im Département Jura in der Region Bourgogne-Franche-Comté. Sie gehört zum Arrondissement Dole und zum Kanton Bletterans.

## Nachbargemeinden
Die Nachbargemeinden sind Abergement-le-Petit und Vadans im Norden, Arbois und Buvilly im Osten, Poligny im Südosten, Tourmont im Süden, Montholier im Westen sowie Abergement-le-Grand im Nordwesten.

## Wirtschaft
Die Rebflächen in Grozon sind Teil des Weinbaugebietes Côtes du Jura.

## Bevölkerungsentwicklung
| Jahr                       | 1962 | 1968 | 1975 | 1982 | 1990 | 1999 | 2008 | 2008 |
| -------------------------- | ---- | ---- | ---- | ---- | ---- | ---- | ---- | ---- |
| Einwohner                  | 498  | 496  | 452  | 423  | 405  | 396  | 481  | 420  |
| Quellen: Cassini und INSEE |      |      |      |      |      |      |      |      |